# Ramalinga Raju

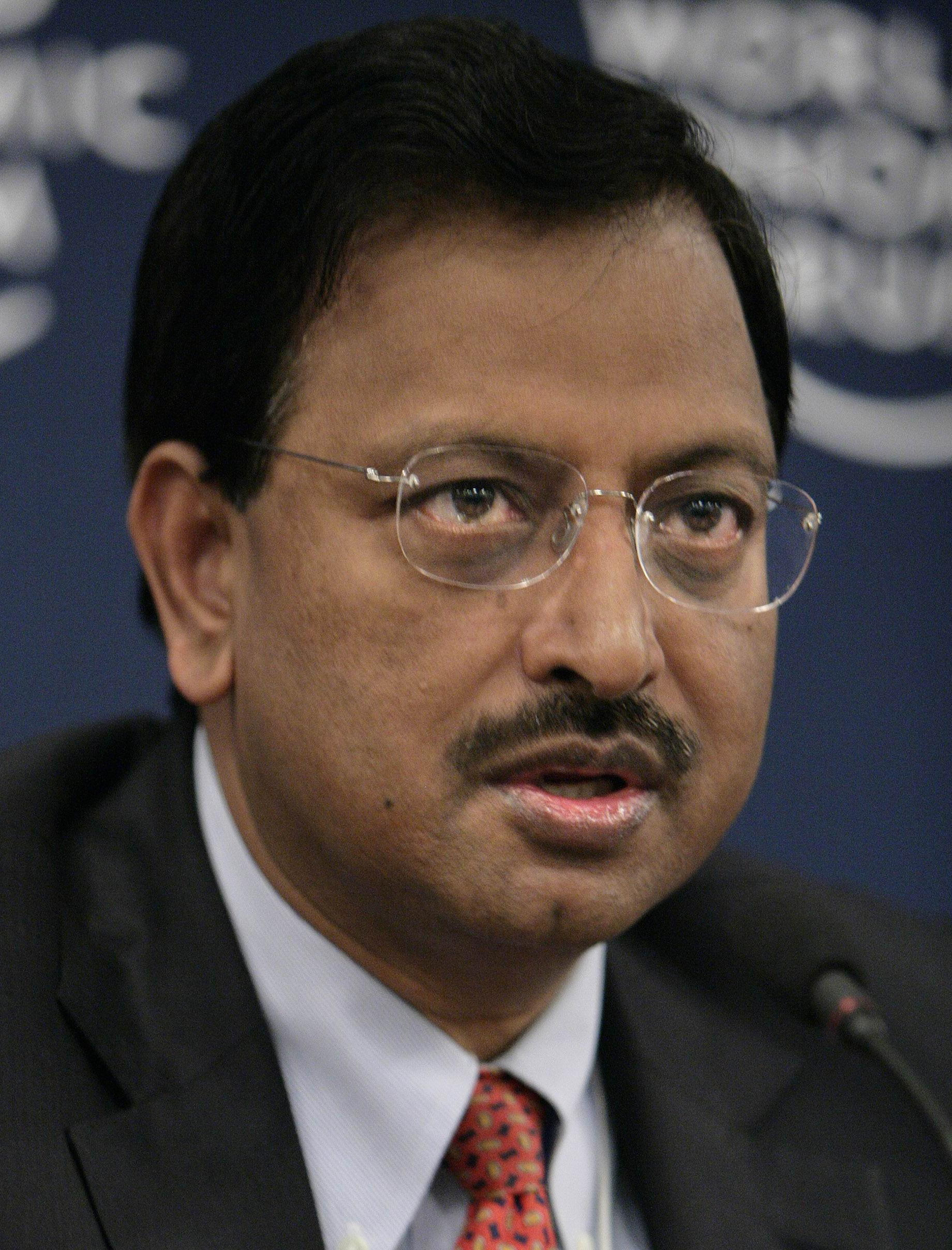
Ramalinga Raju

Byrraju Ramalinga Raju (Bhimavaram, Andhra Pradesh, 16 september 1954) was een van de oprichters van de beursgenoteerde IT-onderneming Satyam en tot 7 januari 2009 de bestuursvoorzitter van de multinational. Op deze dag gaf hij toe fraude te hebben gepleegd en trad hij af. Het gaat om een fraude van zo'n 7000 crore roepies, ruim één miljard euro. Volgens hem had hij jarenlang met de boekhouding gerommeld en een te positief beeld van Satyam gegeven, maar de eerste onderzoeken naar de fraude lijken erop te wijzen, dat hij de activa heeft gebruikt voor persoonlijk gebruik (onder meer voor de aankoop van grote stukken land en huizen). Raju en zijn broer Rama Raju werden een paar dagen later gearresteerd en zitten nu vast in een gevangenis in Hyderabad. Als hij wordt veroordeeld voor misleiding van investeerders, kan Raju in India tien jaar cel krijgen. 